# Chaetocnema conducta
Chaetocnema conducta es un coleóptero de la familia Chrysomelidae. Fue descrita científicamente en 1838 por Motschulsky.